# Jesús Serra i Santamans
Jesús Serra i Santamans (el Pont de Vilomara, Bages, 22 d'agost del 1911 – Barcelona, 18 de desembre del 2005) va ser un empresari català i dirigent esportiu que va participar en la creació de diferents empreses, entre les quals es troben Catalana Occident i Asepeyo.

## Biografia
Va començar com a agent d'assegurances seguint la tradició del seu pare i l'any 1944 funda la mutualitat Asepeyo. El 1947 assumeix la direcció general de la companyia d'assegurances Occidente. El 1959, junt amb el seu germà Antoni Serra i Santamans i un grup d'amics pren el control de Catalana de Seguros i en passa a ocupar la direcció general. L'any 1965, amb la nacionalització de l'assegurança obligatòria dels accidents de treball, ha de cessar temporalment l'activitat d'Asepeyo. En aquest mateix any, la companyia Cantabria s'integra a Catalana Occident. L'empresa va traslladar-se el 1971 a Sant Cugat del Vallès, on actualment té encara la seva seu central. De 1979 a 1993 va ser president de la Companyia Española de Crédito y Caución.
La seva trajectòria empresarial el va convertir l'any 1980 en objectiu d'ETA. Aquesta organització el va tenir segrestat durant 65 dies, alliberant-lo, segons sembla, després de pagar un rescat.
Tenia una bona relació amb l'expresident de la Generalitat, Jordi Pujol, que es desenvolupà especialment quan compartien responsabilitats a Banca Catalana. Va ser president durant 15 anys (1976-1989) del Reial Club de Tennis de Barcelona i president fundador (1964) de l'estació d'esquí de Vaquèira-Beret. El Conselh Generau d'Aran el nomenà Fill Adoptiu de la Val d'Aran per la seva tasca empresarial a la vall i per tot el que va aportar l'estació d'esquí a la zona, convertint-se en un dels motors econòmics més importants de l'Aran.
El 1992 la Generalitat de Catalunya li atorgà la Creu de Sant Jordi com a català il·lustre en el camp empresarial.